# A Peasant Girl's Revenge (film 1906)
A Peasant Girl's Revenge è un cortometraggio muto del 1906 diretto e interpretato da Lewin Fitzhamon. Al suo fianco, appare Dolly Lupone.
Si conoscono pochi dati del film che, prodotto dalla Hepworth, fu distrutto nel 1924 dallo stesso produttore, Cecil M. Hepworth. Fallito, in gravissime difficoltà finanziarie, il produttore pensò in questo modo di poter almeno recuperare il nitrato d'argento della pellicola.

## Trama
I cosacchi uccidono un contadino. Sua moglie, per vendicarlo, avvelena il vino degli assassini.

## Produzione
Il film fu prodotto dalla Hepworth.

## Distribuzione
Distribuito dalla Hepworth, il film - un cortometraggio di 91,4 metri - uscì nelle sale cinematografiche britanniche nel marzo 1906.
Nel 1912, la Hepworth produsse un altro A Peasant Girl's Revenge diretto da Warwick Buckland ma dal soggetto differente.